# جوليان لورسي
جوليان لورسي (بالفرنسية: Julien Lorcy)‏ مواليد 12 أبريل 1972 في أرجنتوي، هو ملاكم محترف فرنسي يصنف ضمن فئة الوزن الخفيف بدأ مسيرته الاحترافية سنة 1991. حقق بطولة رابطة الملاكمة العالمية. شارك في دورة الألعاب الأولمبية الصيفية سنة 1992.

## إحصائيات
خاض خلال مسيرته 62 نزالا، فاز في 56 وتعادل في 2 وخسر في 4. فاز بالضربة القاضية في 40 نزالا.

## روابط خارجية
- جوليان لورسي على موقع بوكس ريك (الإنجليزية) (registration required)
- جوليان لورسي على موقع أوليمبيديا (الإنجليزية)